# Cantone di Villers-Farlay
Il Cantone di Villers-Farlay era una divisione amministrativa dell'arrondissement di Lons-le-Saunier.
A seguito della riforma approvata con decreto del 17 febbraio 2014, che ha avuto attuazione dopo le elezioni dipartimentali del 2015, è stato soppresso.

## Composizione
Comprendeva i comuni di:
- Chamblay
- Champagne-sur-Loue
- Cramans
- Écleux
- Grange-de-Vaivre
- Mouchard
- Ounans
- Pagnoz
- Port-Lesney
- Villeneuve-d'Aval
- Villers-Farlay